# NGC 2404
NGC 2404 – mgławica emisyjna (obszar H II) powiązana z gromadą otwartą, znajdująca się w galaktyce NGC 2403 w gwiazdozbiorze Żyrafy. Odkrył ją Guillaume Bigourdan 2 lutego 1886 roku.